# Emil Rojek
Emil Seweryn Rojek (ur. 17 grudnia 1982) – polski prawnik, od 2024 wicewojewoda pomorski.

## Życiorys
Pochodzi z Brodnicy, gdzie ukończył liceum ogólnokształcące. W 2006 ukończył studia prawnicze na Uniwersytecie Gdańskim, a w 2011 uzyskał uprawnienia radcy prawnego. Podjął pracę w tym zawodzie w urzędzie miejskim w Gdyni odpowiadając m.in. za nadzór nad samorządem terytorialnym. Zasiadał w radach nadzorczych spółek komunalnych, pracował także jako wykładowca szkoleń z zakresu prawa administracyjnego.
Zaangażował się w działalność stowarzyszenia Strategie 2050 współpracującego z partią Polska 2050, został w nim przewodniczącym komisji rewizyjnej i koordynatorem regionalnym. 
8 marca 2024 został powołany na stanowisko pierwszego wicewojewody pomorskiego.